# Molophilus (Molophilus) hardyi
Molophilus (Molophilus) hardyi is een tweevleugelige uit de familie steltmuggen (Limoniidae). De soort komt voor in het Oriëntaals gebied.